# Armorial des dix-sept provinces des Pays-Bas
 (juin 2017).
Motif : structure à revoir, redondances, passages hors sujet, fautes de français, tableaux imbriqués
Les Pays-Bas des Habsbourg ou les Dix-Sept Provinces sont constitués des Pays-Bas belgiques restés sous la souveraineté de la dynastie des Habsbourg du XVe au XVIIIe siècle. Ces territoires avaient été réunis en 1443 au sein des Pays-Bas bourguignons. Ils couvriraient approximativement aujourd'hui le Benelux, à l'exception de la Principauté de Liège, et le Nord-Pas-de-Calais.
Les Pays-Bas bourguignons sont les provinces des Pays-Bas acquises par les ducs de Bourgogne (dynastie des Valois) entre le XIVe siècle et XVIe siècle. On les désignait alors comme les « États de par-deçà » englobant la Flandre, le Hainaut et l'Artois, la Hollande, la Zélande et les autres territoires néerlandais, ou encore les « Pays-Bas » pour les distinguer des « États de par-delà », les possessions plus méridionales de Bourgogne et Franche-Comté.
En 1482, Maximilien de Habsbourg en prit le contrôle en se mariant avec Marie de Bourgogne, dernière héritière de la maison de Valois. Leur dynastie s'y maintint jusqu'en 1795.
Louis XI avait également des visées sur cet État, parmi les plus riches de l'Europe du XVe siècle. La succession de Marie fut ainsi à l'origine de nombreux conflits entre les rois de France et les Habsbourg.
Les Pays-Bas des Habsbourg deviennent les Pays-Bas espagnols avec la Pragmatique Sanction de 1549 et l'abdication de l'empereur et roi Charles Quint le 16 janvier 1556.
La maison de Valois et celle des Habsbourg firent valoir leurs droits respectifs jusqu'à la signature du traité de Nimègue, en 1678, qui fixa la frontière avec la France.
La noblesse des provinces comprenait les familles francophones du Sud et les familles néerlandophones du Nord. Cependant, la langue commune de toute la noblesse était le français.

## Princes communs
| Figure | Nom de la maison et blasonnement |
|        | Maison de Valois-Bourgogne (1369 - 1482) Les ducs de Bourgogne vont unifier ces pays qui formaient des principautés séparées et parfois hostiles faisant partie pour la Flandre du royaume de France et pour le Brabant, le comté de Namur, de Hainaut le duché de Luxembourg et autres territoires du Saint-Empire. Le premier d'entre eux, Philippe le Hardi, reçut le duché de Bourgogne en fief. Bien qu'il soit le cadet, on ne peut, dans le cas présent, parler d'apanage (terre donnée au cadet de la famille). En effet, à l'époque, l'apanage royal doit retourner au domaine royal si celui qui le détient n'a pas d'héritier mâle. Or, Jean II le Bon transmet cette terre à son fils sans aucune clause de ce type. Le duché pourra être transmis à des héritières féminines ou à des branches collatérales. Le duché ne retournera donc au domaine royal que s'il y a extinction totale de la lignée ducale. De plus, les ducs devront foi et hommage au souverain, ce qui tend à démontrer qu'il s'agit bien d'un fief. Le duc de Bourgogne, par cet acte, devient le vassal du roi de France. En 1369, Philippe le Hardi épousa la fille du comte de Flandre. Toute la politique des ducs de Bourgogne consista ensuite à essayer de s'emparer des régions situées entre la Bourgogne et la Flandre et d'en faire un État entre la France et le Saint-Empire. Ils procédèrent par mariage, héritage ou achat (Jean sans Peur et Philippe le Bon) ou conquête (Charles le Téméraire). Les acquisitions des ducs s'étendaient depuis la Picardie et le comté d'Artois, au sud, jusqu'à Groningue, au nord. Le duché du Luxembourg vint s'ajouter en 1443 à leur territoire, à l'est mais séparé des autres provinces par la principauté de Liège, ce qui amena les ducs à établir sur cet évêché un protectorat rigoureux, dans un souci d'unification de leurs États. Armes dynastiques : D'azur semé de fleurs de lys d'or à la bordure componée d'argent et de gueules. Maison de Bourgogne : - Philippe le Hardi - Jean Sans Peur - Antoine de Saint Pol - Philippe de Nevers - Philippe le Bon - Charles de Charolais - Marie de Bourgogne - Jean de Valois, comte d'Eu - Jean de Valois, comte de Nevers . |
|        | Maison de Habsbourg (1482 - 1700) (1714 - 1797) Après le mariage de Maximilien Ier avec Marie de Bourgogne, princesse de Valois et héritière des possessions Bourguignonnes (notamment les Pays-Bas) et le mariage de son fils Philippe « le Beau » avec Jeanne « la Folle », héritière des Espagnes et de leurs nombreuses dépendances, le fils de ces derniers, Charles Quint (ou Charles V), hérita d'un empire sur lequel « le soleil ne se couchait jamais ». Après l'abdication de l'empereur Charles V - aussi roi Charles Ier des Espagnes et des Indes (1516-1556), la famille se sépara en deux branches, l'autrichienne et l'espagnole. Armes dynastiques : De gueules à la fasce d'argent. Maison d'Autriche : - Maximilien Ier, duc d'Autriche et de Bourgogne - Maximilien Ier, duc d'Autriche et de Bourgogne - Philippe le Beau - Philippe le Beau - Philippe le Beau - Philippe le Beau - Marguerite d'Autriche, régente des Pays-Bas - Charles Quint - Marie de Hongrie, régente des Pays-Bas - Philippe II d'Espagne . |

## Provinces
| Écu | Nom et blasonnement |
|     | Marquisat d'Anvers De gueules, à porte fortifiée de trois tours, reliées entre elles par une courtine d'argent, accompagnée en chef de deux mains addossées de même (Ville d'Anvers), au chef de l'Empire |
|     | Comté d'Artois D'azur semé de fleurs de lys d'or au lambel de gueules, chaque pendant chargé de trois châteaux d'or. |
|     | Duché de Brabant La famille des Régnier est une famille franque de la noblesse lotharingienne remontant au IXe siècle et à l'origine de plusieurs maisons : maison de Hainaut, maison de Brabant, maison de Montfort-l'Amaury, maison de Hesse et Maison de Mountbatten (seule branche subsistante aujourd'hui). La maison Valois-Bourgogne hérité le duché en 1406. Armes des ducs de Brabant : de sable au lion d'or, armé et lampassé de gueules., Armes des ducs de Brabant et Limbourg : écartelé en 1 et 4 de sable au lion d'or, armé et lampassé de gueules (Brabant), en 2 et 3 d'argent au lion de gueules armé et lampassé d'or (Limbourg) , Armes des ducs de Brabant et Limbourg de la maison Valois-Bourgogne: écartelé en 1 et 4 d'azur semé de fleurs de lys d'or (France ancien) à la bordure componée d'argent et de gueules , en 2 de sable au lion d'or, armé et lampassé de gueules (Brabant), en 3 d'argent au lion de gueules armé et lampassé d'or (Limbourg) , |
|     | Comté de Flandre, l'un des Six pairs laïcs originaux de la France: Maison de Flandre, Maison de Normandie. Maison de Lotharingie, Maison de Dampierre. La maison Valois-Bourgogne hérité le comté en 1384. Armes anciennes : Gironné d'or et d'azur de douze pièces, un écusson de gueules, brochant sur le tout. (l'existence historique de ce blason est sujette à controverses, toutefois depuis au moins le XVe siècle, ce blason est présenté comme l'ancien blason flamand)., Armes : d’or, au lion de sable, armé et lampassé de gueules., Le lion flamand dérive des armories des Comtes de Flandre. Leur première apparition est sur un sceau du comte Philippe d'Alsace, comte de Flandre de 1168 à 1191, datant de 1163. En tant que tels, ils constituent le plus ancien des nombreuses armes territoriales portant un lion dans les Pays-Bas. On dit que Philippe d'Alsace aurait amené le drapeau du lion de la terre sainte, où en 1177 il l'aurait vaincu d'un chevalier sarrasin, mais c'est un mythe. Cependant, le comte Philippe n'était pas le premier de sa ligne à porter un lion, car son cousin, Guillaume d'Ypres, avait déjà utilisé un sceau avec un lion passant en 1158. Le simple fait que le lion apparaisse sur son sceau personnel depuis 1163, quand Il n'avait pas encore fait une seule étape dans le Levant, le réfute,. Fiefs : - Comté de Flandre - Comté de Namur - Comté de Rethel - Comté de Nevers Maison de Flandre : - Flandre - Robert de Flandre-Cassel - Henri de Flandre-Ninove - Guillaume de Flandre-Namur - Jean de Flandre-Dampierre - Branche illégitime de Flandre-Praet |
|     | Duché de Gueldre Armes anciennes avant 1236 : d'or aux trois quintefeuilles de gueules. Armes anciennes 1236 à 1276 : d'azur semé de billettes d'or au lion du même brochant sur le tout. Armes anciennes de 1276 à 1379 : d'azur au lion d'or armé, lampassé et couronné de gueules. Armes après 1379 : parti, en 1 d'azur au lion contourné couronné d'or, armé, lampassé et couronné de gueules, et en 2 d'or au lion de sable armé et lampassé de gueules(duché de Juliers). De 1379 à 1423, le duché de Gueldre fut uni au duché de Juliers, et les ducs portèrent un parti des deux armes. |
|     | Comté de Hainaut Comtes mérovingiens,Comtes carolingiens, Maison de Flandre, Maison d'Avesnes, Maison de Dampierre, Wittelsbach. Le comté passe à la maison de Flandre en 1051, mais ce n'est qu'en 1191 que les deux comtés de Flandre et de Hainaut sont unis. Ils sont à nouveau séparés en 1280, à la mort de Marguerite II de Flandre, et le Hainaut passe alors à la maison d'Avesnes, puis en 1345 à la maison de Bavière. En 1428, Jacqueline de Bavière est contrainte de reconnaître Philippe III le Bon, duc de Bourgogne, comme héritier, lequel réunit le Hainaut en 1433 aux Pays-Bas bourguignons. Armes anciennes : chevronné d'or et de sable Armes modernes : Écartelé aux 1. et 4. d'or au lion de sable armé et lampassé de gueules, aux 2. et 3. d'or au lion de gueules armé et lampassé d'azur, Armes de comtes de la maison de Bavière : écartelé en 1 et 4 fuselé en bande d'azur et d'argent et en 2 et 3 contre-écartelé en 1 et 4 d'or, au lion de sable, armé et lampassé de gueules et en 2 et 3 d'or, au lion de gueules, armé et lampassé d'azur |
|     | Comté de Hollande Armes : d'or, au lion de gueules, armé et lampassé d'azur, Armes de comtes de la maison de Bavière : écartelé en 1 et 4 fuselé en bande d'azur et d'argent et en 2 et 3 contre-écartelé en 1 et 4 d'or, au lion de sable, armé et lampassé de gueules et en 2 et 3 d'or, au lion de gueules, armé et lampassé d'azur |
|     | Duché de Luxembourg Le comté apparu à la fin du Xe siècle, quand le comte Sigefroid fit construire le château de Luxembourg. Le comté était un fief masculin, c’est-à-dire qu'en cas d'extinction de la maison comtale, il retournait à l'empereur. Cela arriva une première fois en 1136 et l'empereur confia le comté à Henri IV de Namur, un cousin germain du dernier comte. Henri IV mourut lui aussi sans fils et le comté fut donné à ses gendres Thiébaut Ier de Bar, puis Waléran III de Limbourg, époux successifs de sa fille unique Ermesinde. Ce second mariage permit e.a. l'incorporation du marquisat d'Arlon, terre jusqu'alors tenue par les ducs de Limbourg. Quatre des comtes de la maison de Limbourg-Luxembourg furent élus empereurs et élevèrent en 1355 le Luxembourg (avec ses territoires annexes: Durbuy, La Roche et Arlon) à la dignité ducale, mais, ayant de gros besoins financiers, ils finirent par donner le Luxembourg en gage à des princes cadets de la famille, tout en conservant le titre ducal. L'une d'entre eux, Élisabeth de Goerlitz, elle-même endettée, dut vendre en 1443 le duché de Luxembourg au duc de Bourgogne Philippe III le Bon, qui l'incorpora dans l'ensemble des Pays-Bas bourguignons. Armes anciennes (de 1240 à 1281 et de 1282 à l'extinction de la dynastie): burelé d'argent et d'azur de dix pièces, au lion de gueules, armé, lampassé et couronné d'or. Armes (Henri VI de 1281 à 1288) : burelé d'argent et d'azur de dix pièces, au lion de gueules, la queue fourchée passée en sautoir, armé, lampassé et couronné d'or.                            |
|     | seigneurie de Malines Armes anciennes : D'or à trois pals de gueules. Armes modernes (après 1480) : D'or à trois pals de gueules, chargées d'un écu de l'Empire. |
|     | comté de Namur (av. 907 à 1421) Comtes carolingiens du comté de Lomme, Maison de Namur, Maison de Flandre, Maison capétienne de Courtenay, Maison de Luxembourg/Maison de Luxembourg et Limbourg, Maison de Dampierre. En 1421, il vend le marquisat de Namur en viager à Philippe le Bon, duc de Bourgogne. Armes : D'or au lion de sable, armé et lampassé de gueules et à la bande de gueules., |
|     | Principauté d'Utrecht, principauté épiscopale sécularisée en 1528 De gueules à la croix d'argent., |
|     | comté de Zélande, uni à la Hollande en 1323 d'or, au lion de gueules, armé et lampassé d'azur, issant d'une terrasse ondée d'azur et d'argent, |

- Haut – A
- B
- C
- D
- E
- F
- G
- H
- I
- J
- K
- L
- M
- N
- O
- P
- Q
- R
- S
- T
- U
- V
- W
- X
- Y
- Z

## A
| Figure | Nom de la maison et blasonnement |
|        | Arenberg (Brabant) Le 18 août 1547, Marguerite de La Marck-Arenberg, sœur de Robert III de La Marck-Arenberg, mort sans postérité, épouse Jean de Ligne, baron de Barbençon. De ce mariage est issue la troisième Maison d'Arenberg qui subsiste encore de nos jours. Le baron Jean de Ligne était issu de la maison de Ligne, une des plus anciennes et des plus illustres maisons du comté de Hainaut, dont il était un des pairs ou premiers barons. Cette dynastie européenne déplaça le centre de son pouvoir vers les Pays-Bas méridionaux au courant du XVIe siècle. Sa fidélité aux Habsbourg fut récompensée à cette époque par l’élévation à la dignité princière en 1576 puis ducale en 1644. Fiefs : La famille détient (ou a porté) les titres de : - Seigneur, comte, puis duc d'Arenberg ( Saint-Empire, 1644) et prince du Saint-Empire (1576) ; - Duc d'Arschot et grand d'Espagne ; - Duc de Croÿ ; - Prince de Porcéan ; - Duc souverain de Meppen (Allemagne) (1803-1810) : voir Duché d'Arenberg-Meppen - Duc d'Arenberg ( Royaume de France), créé par Charles X le 24 février 1824) ; - Duc d'Arenberg ( Royaume de Belgique) au profit du prince Jean-Engelbert d'Arenberg (1994) ; - Prince de Recklinghausen ; - Comte de la Marck, comte de Lalaing, de Seneghem, de Champlitte, de Kerpen et de Kasselburg (de) ; - Marquis de Montcornet (Ardennes) ; - Prince de Chimay ; - Comte de Beaumont et de Frezin ; - Baron de Commines, de Hallwin, de Zewenberghes, de Rotselaar, de Kommern, de Perwez ; - Baron puis prince de Barbençon ; - Comte d'Aigremont et de La Roche-en-Ardenne, vicomte d'Aure ; - Baron de Naeltwyck ; - Seigneur de Zuid-Polsbroek, d'Enghien ; de Noordeloos, Heemskerck, Polsbroek, Flardingue, Wateringen, Capelle-sur-l'Issel, Honselersdijk, Terschelling, Mirwart, Vorselaar, Lichtaert, Kastel et Retie. - Comte de l'Empire (1808). - Comte de Schleiden ; Armes : De gueules à trois fleurs de néflier d'or, percées du champ. . Membres célèbres : - Jean de Ligne, comte d'Arenberg (1525 +1568) - Charles d'Arenberg, comte d'Arenberg (1550 † 1616) - Arenberg - Ligne-Arenberg - Arenberg-Arschot |
|        | Avesnes (Hainaut, Flandres et Hollande) La maison d'Avesnes peut désigner deux familles nobles du Hainaut, des Flandres et de la Hollande. La deuxième maison de Avesnes épousé le héritière de comtes d'Hainult et aussi plus tard le héritière comtes de Hollande et de Zélande. Ils furent suivis par la Maison de Wittelsbach, ducs de Bavière, qui a été remplacée par la maison de Bourgogne, qui a été remplacée par les Habsbourg. Fiefs : - seigneur d'Avesnes, de Condé, de Leuze et de Landrecies - comtes d'Hainult - comtes de Hollande et de Zélande Armes originale : bandé d'or et de gueules de six pièces Armes : encartele le lion hollandais et le lion de Flandre |

## B
| Figure | Nom de la maison et blasonnement |
|        | Barbançon (duché de Brabant) Fiefs : - Seigneurs de Werchin - Seigneurs de Roubaix Membres : - Pierre « de Barbançon » († 1556), fils cadet des précédents, seigneur de Werchin, de Roubaix et du Biez, grand sénéchal du Hainaut, marié après 1520 avec Hélène de Vergy († après 1551) ; - Yolande « de Barbançon » (1520 † 1593), fille des précédents, dame de Roubaix et du Biez, mariée le 3 août 1543 avec Hugues II de Melun (1520 † Tué le 13 août 1553), 2e comte d'Épinoy, seigneur d'Antoing et de Richebourg, 1er prince d'Épinoy et du Saint-Empire (1545), Armes : D'azur, semé de billettes d'argent, au lion du même, armé et lampassé de gueules, brochant sur le tout. Casque couronné. |
|        | Bergh, van (comté de Hollande) Fiefs : - Comté de Bergh Membres : - Guillaume IV Comte de Bergh (1537-1586) était stathouder de Gueldre et Zutphen de 1581 jusqu'à son arrestation pour suspicion de trahison en 1583. Il a épousé la sœur aînée de Guillaume le Taciturne, Marie de Nassau, - Comte Herman van den Bergh (1558–1611), - Comte Frederik (1559–1618), - Comte Oswald III (1561-1586), - Comte Hendrik van den Berg (1573–1638) il a fini par déserter la couronne d'Espagne pour rejoindre les Provinces Unies. Armes : "D'argent, au lion de gueules armé, lampassé et couronné d'or, dans une bordure de sable chargée de onze besants." - Guillaume IV de Bergh |
|        | Berlaymont (comté de Namur) Fiefs : - baron et comte de Berlaymont - seigneur de Beauraing, Hierges, Floyon et Péruwelz, Membres : - Charles de Berlaymont (1510 - 4 juin 1578), baron de Berlaymont, seigneur de Beauraing, Hierges, Floyon et Péruwelz, gouverneur et souverain bailli de Namur (1554) chevalier de la Toison d'Or en 1555. Conseiller de Marguerite de Parme au début du règne de Philippe II d'Espagne, il fut témoin des développements du protestantisme dans les Pays-Bas. - Gilles de Berlaymont (ca 1540 - 1579), seigneur de Hierges, stathouder de plusieurs territoires des Dix-Sept Provinces. Tué au siège de Maastricht en 1579. - Louis de Berlaymont (1542 - 1596), archevêque de Cambrai, protonotaire apostolique, prévôt de Saint-Servais à Maastricht, chanoine du chapitre de Saint-Lambert à Liège. - Lancelot de Berlaymont, seigneur de Beauraing. - Florent de Berlaymont (ca. 1550 - 1626), comte de Berlaimont, seigneur de Floyon, chevalier de la Toison d'or, et stathouder de Namur, Artois, Gueldre et Luxembourg. - Claude de Berlaymont (1550 - 1587), seigneur de Hautepenne, gouverneur de Bréda. - Adrienne de Berlaymont (? - 1582), épouse de Jean de Brandenbourg, elle reconstruit le château de Walzin après sa destruction en 1554 par le Duc de Nevers. Armes : Fascé de vair et de gueules de six pièces |
|        | Blois (comté de Hollande), comté de Flandre, comté de Hainaut) Fiefs : - Seigneur de Treslong Membres : - Willem Bloys van Treslong, (1529-1594), seigneur de Treslong, amiral des gueux de mer |
|        | Borssele (nl) (comté de Zélande) Fiefs : - Seigneur de (de) Veere - seigneur de (de) Flessingue, Brouwershaven, Westkapelle, et Dombourg. - comte de Grandpré en 1470 (comté champenois Armes : de Sable à la fasce d'argent Armes portées ensuite par : - Wolfert VI van Borssele - Blason de Frank II van Borselen - blasonnement : " Écartelé: aux 1 et 4, de sable, à la fasce d'argent (de Borsele) ; aux 2 et 3, d'argent, à trois « colonnes » stylisées (zuilen) de gueules (Zuylen) ". - Blason de Frank II van Borselen - blasonnement : " Écartelé: aux 1 et 4, de sable, à la fasce d'argent (de Borsele) ; aux 2 et 3, de gueules, à trois « colonnes » stylisées (zuilen) d'argent (Zuylen) ". |
|        | Bourgogne-Bevern (duché de Brabant) Descendants d'Antoine, bâtard de Bourgogne, seigneur de Beveren. Il est l'un des nombreux bâtards du duc Philippe III de Bourgogne Fiefs : - Seigneur de Beveren - seigneur et comtes de Wakken - Seigneur de (de) Veere Armes : Écartelé en 1 et 4 d'azur semé de fleurs de lys d'or à la bordure componée d'argent et de gueules et en 2 parti de bandé d'or et d'azur de six pièces, à la bordure de gueules et de sable au lion d'or, armé et lampassé de gueules et en 3 parti de bandé d'or et d'azur de six pièces, à la bordure de gueules et d'argent au lion de gueules armé et lampassé d'or. Sur le tout d'or au lion de sable armé et lampassé de gueules. Les armes brisées d'une cotice en barre d'argent. (On trouve aussi les armes brisées d'un filet en barre de gueules.) Membres : - Antoine bâtard de Bourgogne, (1421 + 1504), seigneur de Beveren - Philippe de Bourgogne-Beveren (c. 1450 +1498), seigneur de Beveren, amiral des Pays-Bas - Adolphe de Bourgogne-Beveren (1489 – 1540), seigneur de Beveren, amiral des Pays-Bas - Maximilien II de Bourgogne-Beveren (1514 – 1558), seigneur de Beveren, marquis de Veere, amiral des Pays-Bas - Antoine de Bourgogne - Philippe de Bourgogne - Adolphe de Bourgogne |
|        | Brederode (Comté de Hollande) Elle descend de la première maison des comtes de Hollande Fiefs : - Seigneur (puis Comte) de Brederode Armes : "d'or au lion de gueules, armé et lampassé d'azur, avec une lambel d'azur à trois pendants touchant le bord de l'écu. Cimier : Deux pattes de cheval d'argent, aux sabots de sable, ferrées d'argent." Membres : - Guillaume de Teylingen (1156-1203), premier seigneur de Brederode - Renaud II de Brederode (1415-1473), 9e seigneur de Brederode, stadhouder de Hollande, chevalier de l'ordre de la Toison d'or - Henri Ier (1531-1568), 12e seigneur et "comte" de Brederode, vicomtes d'Utrecht et souverains de Vianen, dit le grand Gueux, chef de la première révolte des Pays-Bas - Jean-Wolfart (1599-1655), 16e seigneur et "comte" de Brederode, et Field Maréchal des armées de Pays-Bas#Provinces-UniesProvinces-Unies de Pays-Bas - Wolfart, 18e et dernier seigneur de Brederode |
|        | Brimeu (duché de Brabant) Fiefs : - comté de Megen - seigneur d'Humbercourt, Querrieu Membres : - Jehan II de Brimeu, seigneur d'Humbercourt et de Querrieu, chevalier de la Toison d'or. Il épousa Marie de Mailly. - Guy de Brimeu, seigneur d'Humbercourt et de Querrieu, chevalier de la Toison d'or. Il épousa Anthoine de Rambures en 1462. - Adrien de Brimeu, seigneur d'Humbercourt et de Querrieu, comte de Megen. Il épousa Catherine de Croÿ-Chimay. Mort à Marignan en 1515, où il commandait une avant-garde de l'armée française. - Eustache de Brimeu, seigneur d'Humbercourt et de Querrieu, par héritage d'Adrien. Il épousa Barbe de Hillery, fille de François, baron de Hillery et de Marguerite d'Autriche, fille naturelle de l'empereur Maximilien. - Charles de Brimeu, né en 1524, fils d'Eustache, chevalier de la Toison d'or. Il mourut sans alliance à Zwolle en 1572. - Georges de Brimeu, frère de Charles, seigneur d'Humbercourt et de Querrieu, chevalier, comte de Megen. Il épousa Anne de Walhauserin, veuve du comte de Silen. - Marie de Brimeu, fille de Georges, comtesse de Megen, dame de Humbercourt, Querrieu et autres lieux. Elle épousa en premières noces Lancelot de Berlincourt, et en secondes noces Charles III de Croÿ Armes : D'argent, à trois aiglettes de gueules, membrées et becquées d'azur. - Brimeu - Jacques de Brimeu-Grigny - David de Brimeu-Ligny |
|        | (van)Bronckhorst et Batenburg (duché de Gueldre et comté de Zutphen) Les seigneurs de Bronckhorst ont occupé une place spéciale à partir de la fin du Moyen Âge, comme l'un des quatre seigneurs et bannerets que le premier membre des États de l'Zutphen trimestre. Leur prestige a augmenté lorsque, vers 1530, Joost van Bronckhorst-Borculo a été élevé, au titre de comte par l'empereur Charles Quint. En raison de ce nouveau titre, il a été bannerij van Bronckhorst, souvent appelé «comté», mais on croit que la position du comte liée uniquement à Bronckhorst, pas dans leur domaine. Leur territoire était allodial un puits qui a été non seulement complice de l'État et de la région. Pendant la guerre de Quatre-Vingts Ans les Bronckhorsts sont aux côtés de Guillaume Ier d'Orange Nassau. Fiefs : - Seigneur de Bronkhorst - Seigneur et Baron de Batenburg - Seigneur de Holtslag - Seigneur de Notenstein et Waaijensteyn - Seigneur de Borculo - Seigneur d'Anholt - Seigneur de Bredevoort Membres : - Dirk I van Bronckhorst-Batenburg (Anholt), (vers 1400 - +27 novembre 1451), seigneur de Batenburg, Gronsveld, Rimburg - 1432 de l'Empereur Sigismund avec Anholt donne. - Dirk II van Bronckhorst-Batenburg, seigneur de Batenburg et Steyn (1480 - +1541). - Dirk III van Bronckhorst-Batenburg (Anholt), (1504-+1586) seigneur de Batenburg et seigneur d'Anholt de 1549 à 1586. - Guillaume de Bronckhorst-Batenburg (1529-1573) (nl) (considéré 1556 +1573), seigneur de Batenburg et Steyn, fils d'Herman van Bronckhorst (vers 1500 - 1556). Brièvement leader de l'armée de Guillaume Ier d'Orange Nassau. - Dirk IV van Bronckhorst-Batenburg (Anholt), (1578-+1649) seigneur de Batenburg et seigneur d'Anholt de 1586 à 1649. Armes : « De gueules, un lion d'argent armé, lampassé et couronné d'or. " |

## C
| Figure | Nom de la maison et blasonnement |
|        | Chalons (comté de Bourgogne) La maison de Chalon-Arlay, également dite d'Orange-Chalon, après le mariage de Jean III de Chalon-Arlay avec Marie des Baux, est issue d'une branche cadette des comtes de Bourgogne & la Maison d'Ivrée. C'était une des principales maisons nobles du comté de Bourgogne. Elle était souveraine pour certaines de ses possessions en particulier la principauté d'Orange. Elle s'est éteinte en 1530 en la personne de Philibert de Chalon, mort sans enfant légitime. Ses titres et noms ont néanmoins été relevés par son neveu René de Nassau-Breda, dit de Chalon. Celui-ci étant également mort sans postérité, ses biens sont entrés en possession de son cousin, Guillaume de Nassau-Dillenbourg (sans obligation de relever le nom Chalon), fondateur de la maison d'Orange-Nassau, régnant actuellement aux Pays-Bas. Souverains : - Prince d'Orange Fiefs : - Baron de Arlay et Nozeroy; - Seigneur de Besançon Membres : (Seigneurs de Chalon-Arlay) - Jean Ier de Chalon (1190-1267), comte d'Auxonne et de Chalon, terres qu'il échange contre plusieurs seigneuries dont celle d'Arlay. - Jean Ier de Chalon-Arlay (1258-1315), seigneur d'Arlay (1266-1315) et vicomte de Besançon (fils du troisième lit du précédent). - Hugues Ier de Chalon-Arlay (1288-1322), seigneur d'Arlay et de Vitteaux (fils précédent). - Jean II de Chalon-Arlay (1312-1362), seigneur d'Arlay (fils du précédent). - Hugues II de Chalon-Arlay (1334-1392) seigneur d'Arlay (fils du précédent) (fin de la branche aînée). (Seigneurs de Chalon-Arlay et prince d'Orange) - Jean III de Chalon-Arlay (1363-1418) seigneur d'Arlay et prince d'Orange (neveu du précédent). - Louis II de Chalon-Arlay (1390-1463), seigneur d'Arlay et Arguel et prince d'Orange (fils du précédent). - Guillaume VII de Chalon (1415-1475), prince d'Orange (fils du précédent). - Jean IV de Chalon (1443-1502), prince d'Orange, seigneur d'Arlay, de Nozeroy et de Montfort (fils du précédent). - Philibert de Chalon (1502-1530), prince d'Orange, seigneur d'Arlay et seigneur de Nozeroy, Vice-Roi et Capitaine général de Naples (sans enfant légitime, fils du précédent). - René de Chalon (& Nassau-Breda) (1519-1544) prince d'Orange, comte de Nassau, seigneur de Bréda, stathouder de Hollande, Zélande et Utrecht, puis aussi de Gueldre (sans enfant légitime, neveu du précédent). Armes : écartelé 1 et 4 de gueules à la bande d'or (Chalon) et 2 et 3 d'Orange, sur le tout de Genève - Chalon. - Chalon-Arlay. - Orange-Chalon - Louis de Châlon (1448-1476) - Philibert de Chalon (1502-1530) - René de Chalon (1530-1544) |
|        | Croÿ (Picardie& Hainault) On trouve les premières traces de la Maison de Croÿ au XIIe siècle, en Picardie. Elle a pris son nom du village de Crouy-Saint-Pierre (Somme), ce qui explique que le nom Croÿ se prononce toujours en français "crouï" (et non crouille). Ce sont alors de petits seigneurs locaux sans fortune ni influence. Les Croÿ doivent entièrement leur fortune à leur position de conseillers et serviteurs des princes : avant le XVe siècle et l'ascension fulgurante d'Antoine le Grand, ce n'est qu'une maison obscure. Fiefs : Cette famille, établie en Picardie, est dite de Croÿ-Solre. Elle s'est subdivisée en plusieurs branches. Ce sont surtout les terres de Chimay, élevées en comté puis en principauté dans la deuxième moitié du XVe siècle, de Beaumont (Hainaut) et d'Aarschot, cette dernière élevée en duché par Charles Quint en 1532, qui concentrèrent la fortune des Croÿ et distinguèrent les deux principales branches issues d'Antoine. Ces dernières furent réunies en 1525 par la mort de la dernière princesse de Chimay, qui avait épousé son cousin éloigné le duc d'Aarschot, accroissant notablement la fortune de la famille. Le titre de prince de Chimay devint celui des aînés du vivant de leur père.: 1. les sires de Croÿ et de Renty, ducs d'Arschot, éteints en 1612 ; 2. les marquis de Havré, éteints en 1700 ; 3. les comtes du Rœulx , éteints en 1585 ; 4. les princes de Croÿ et du St-Empire, éteints en 1702 en la personne de Charles Eugène de Croÿ, généralissime des armées russes, mort en Livonie prisonnier de Charles XII de Suède ; 5. les princes de Chimay, éteints en 1521 ; 6. les princes de Solre-le-Château et de Mœurs, devenus branche ainée en 1767, par l'extinction des précédents ; 7. les ducs d'Havré de Croÿ, connus surtout dans ces derniers temps et qui se sont éteints au XIXe siècle. Membres : (Bourgogne) - Antoine Ier de Croÿ (1390-1475), chambellan de Philippe III de Bourgogne - Agnès de Croÿ, fille de Jean Ier de Croÿ et maîtresse de Jean sans Peur, Duc de Bourgogne (Croÿ-Aerschot) - Philippe Ier de Croÿ - Guillaume de Croÿ (1458-1521) - Guillaume III de Croÿ (1497-1521) - Philippe II de Croÿ (1496-1549), En 1514, il a hérité quand son père mourut, du comté du Porcien, en 1521, il a hérité de son oncle Guillaume II de Croÿ de ses titres, dont celui du duc de Sora éd Archi dans le royaume de Naples. En avril 1532, Charles Quint, empereur du Saint-Empire romain germanique, l'a nommé marquis de Renty et le 1er avril 1533 à Gênes duc d'Arschot. - Charles II de Croÿ (1522-1551), (en 1539 3e prince de Chimay, en 1549 2e Duc d'Aarschot, 3e Comte de Beaumont - Philippe III de Croÿ,3e duc d'Aerschot (1526 †1595). Il fut gouverneur général des Flandres sous le règne de Philippe II. - Charles III de Croÿ duc d'Aerschot et de Croÿ, (1560-1612) (Croÿ-Havré) [Première ligne] - Charles Philippe de Croÿ (1549-1613) épouse Diane de Dommartin, marquise d'Havré, baronne de Dompmartin, dame de Fontenoy-le-Château, de Bayon, d'Hardemont et d'Oginvillier (30 septembre 1552-162?) - Charles Alexandre de Croÿ (1581-1624) - Ernest Bogislaw de Croÿ (1620-1684) Armes : D'argent, à trois fasces de gueules. - Croÿ, armes primitives - Croÿ-Renty - Croÿ-Chimay - Croÿ-Le Roeulx - Croÿ-Renty - Croÿ-Havré - Croÿ-Sempy |

## E
| Figure | Nom de la maison et blasonnement |
|        | Maison d'Egmond (Hollande) Egmond ou Egmont, ancienne et illustre famille des Pays-Bas, dont les chefs étaient avoués de l'abbaye d'Egmond (aujourd'hui en Hollande-Septentrionale) et les avoués de Comtes de Hollande. Elle remonte à Berwold d'Egmont. Les seigneurs d'Egmont, ayant acquis le comté de Buren en 1472, se divisèrent en deux lignes qui s'éteignirent, l'une vers 1650 et l'autre en 1707. Arnoul, Adolphe et Charles d'Egmond, de la branche aînée, régnèrent sur le duché de Gueldre (avec diverses interruptions) de 1423 à 1538. Les seigneuries d'Egmond et de Buren avaient été érigées en comtés, la première en 1486, la deuxième en 1492. Le comte de Buren a été hérité par la Maison d'Orange-Nassau, voir ci-dessous. Souverain : - duc de Gueldre et comte de Zutphen Fiefs : - seigneur et comte d'Egmont (en) - comte de Buren - seigneur d'IJsselstein - prince de Gavre et de Steenhuisen Armes de Maison : Chevronné d'or et de gueules, de douze pièces. Casque couronné. Armes de Personnages : Écartelé : aux 1 et 4 parti d'Egmond et d'Arkel ; au 2 et 3, parti de Gueldre et de Juliers. Sur le tout, écartelé de Luxembourg et des Baux. - Armes portées ensuite par : - Lamoral, comte d'Egmont (1522†1568), prince de Gavre et de Steenhuisen, chevalier de la Toison d'or - Egmont - Egmont-Gueldre - Adolphe de Gueldre - Guillaume II d'Egmont - Egmont-Baer - Egmont-Ijsselstein - Egmont-Gavre |
|        | Maison d'Enghien (Hainault) Il descendra le fils de Jake bâtard d'Havré. Fiefs : - Seigneur de la Motte Membres : - Jean d'Enghien, seigneur de La Motte Armes : |

## G
| Figure | Nom de la maison et blasonnement |
|        | Maison de Glymes (Duché de Brabant) Ils descendent de Jean van Cordekin bâtard du duc Jean II de Brabant (Maison de Brabant). Fiefs : - Seigneurie de Glymes - Seigneurie puis marquisat (1533) de Berghen-op-Zoom - Seigneurie puis comté (1532) de Walhain - Seigneurie de Zevenberghen - Seigneurie puis baronnie de Grimberghen Membres : (Les Glymes) - Jan Cordekin (1298-1340), bâtard de Brabant, seigneur de Glymes. - Jacques de Glymes (1320-1341), seigneur de Glymes. - Jean II de Glymes (1340-1379), seigneur de Glymes. - Jean III de Glymes (1360-1428), seigneur de Glymes et de Tourinnes. - Jean IV de Glymes (1390-1427), sénéchal de Brabant ∞ Jeanne de Bautershem, dite de Berghes, dame héritière de Berghen-op-Zoom, Grimberghen, Bracht…⇒ seigneurs de Berghes et de Grimberghen - Baudouin de Glymes (1390?-1433), seigneur de Bierbais, \|Chaumont, Beaurieu etc. ∞ Jeanne de Hamal ⇒ seigneurs de Tourinnes jusqu'en 1719. - Agnès de Glymes ∞ Frédéric de Brandebourg. La numérotation reprend à zéro avec Jean Ier de Berghes (Jean IV de Glymes), qui prend le nom de Berghes après son mariage avec Jeanne de Bautershem, dame héritière de Berghen, Grimberghen, Bracht, Melin etc. Les seigneurs de Berghes : - Jean IV de Glymes - Jean Ier de Berghes (1390-1427), sénéchal de Brabant ∞ Jeanne de Bautershem, dite de Berghes, dame héritière de Berghen-op-Zoom, Grimberghen, Bracht… - Jean II de Berghes (1417-1494), seigneur de Glymes, Berghen-op-Zoom, Braine-l'Alleud et Walhain ∞ Marguerite de Rouvroy - Philippe de Berghes († 1475) - Henri de Bergues († 1502), évêque de Cambrai, chancelier de l'ordre de la Toison d'or - Jean III de Berghes (1452-1532), OTO, chambellan de Charles-Quint, gouverneur, souverain-bailli et capitaine général du comté de Namur ∞ Adrienne de Brimeu - Jean de Berghes (1489-1514), seigneur de Walhain ∞ Anne de Bourgogne-Beveren - Philippe de Berghes († 1525), Seigneur de Walhain - Antoine de Berghes (1500-1541), OTO, seigneur puis comte de Walhain (1532), seigneur puis marquis de Berghen-op-Zoom (1533), gouverneur, souverain-bailli et capitaine général du comté de Namur ∞ Jacqueline de Croÿ - Jean IV de Berghes (1528-1567), OTO, comte de Walhain, marquis de Berghen-op-Zoom, gouverneur, grand-bailli et capitaine général du comté de Hainaut, conseiller et chambellan de l'empereur Charles Quint ∞ Marie de Lannoy, dame héritière de Solre-le-Château et Molembais - Robert de Berghes († 1565), comte de Walhain puis évêque de Liège (1557) - Louis de Berghes († 1562), seigneur de Merksem. - Antoine de Berghes († 1531), Abbé de Saint-Bertin - Michel de Berghes († 1482), seigneur de Polsbroek - Corneille de Berghes (1458-1508), OTO, seigneur de Grevenbroek ∞ Marie-Marguerite, dame héritière de Zevenberghes. - Maximilien de Berghes (1490-1522) OTO, seigneur de Zevenberghes. - Corneille II de Berghes, († après 1552), évêque de Liège. Armes : Coupé: au 1, parti: a. de sable au lion d'or, armé et lampassé de gueules (Brabant) ; b. d'or à trois pals de gueules (Berthout de Malines) ; au 2, de sinople, à trois macles d'argent (Bautersem). - Glymes - Glymes-Zevenberghes |

## H
| Figure | Nom de la maison et blasonnement |
|        | Maison de Hénin-Liétard Armes : De gueules, à la bande d'or. Fiefs de ; Branche cadette des Pays-Bas : - Seigneurs et Comtes de Boussu (de) (1555) : - Princes de Chimay - Princes du Saint-Empire - Grands d'Espagne Membres : - Maximilien de Hénin-Liétard, comte de Bossu (1542 +1578), stadholder de Hollande, Zélande, et Utrecht Armes : De gueules, à la bande d'or., Couronne de prince du Saint-Empire ; Supportsdeux griffons colletés d'un collier auquel est suspendue une croix de Lorraine. |
|        | Maison de Haynin Étienne de Denain, chevalier, vivant en l’an 1205, fut l'époux de Rose de Hainaut, dite de Mons, dame de Hainin. * Jean de Haynin (au service des ducs de Bourgogne vers 1450) connu pour être le plus ancien utilisateur du terme « Wallon » Armes : D'or à la croix engrelée de gueules. |
|        | Horn (Liège) La seigneurie puis comté Horn (ou Hornes, Horne, Hoorne) était un fief d'Empire, vassal du comté de Looz, et située à la marge septentrionale de celui-ci. Faute d'héritiers, il fut annexé aux domaines du prince-évêque de Liège en 1568. Son territoire se situe dans l'actuelle province de Limbourg. Pendant le deuxième tiers du XVIe siècle, la famille s'éteint peu à peu, les différentes branches ne parvenant pas à assurer leur descendance agnatique. En 1531, Jacques II seigneur du comté horn meurt sans héritier, un an après son père et laisse le comté à son frère Jean. Malgré un prestigieux mariage avec Anne d'Egmond, la sœur du comte de Bueren et la veuve de Josse de Montmorency, il n'a pas d'enfant. Il lègue donc ses biens à Philippe, fils du premier lit de sa femme, faisant entrer le comté dans la maison de Montmorency. |

## L
| Figure | Nom de la maison et blasonnement |
|        | Lalaing (Hainaut) La Maison de Lalaing est une importante famille de la noblesse belge (Hainaut) à laquelle appartiennent les Seigneurs de Lallaing. Elle a donné de nombreux gouverneurs et généraux au service des souverains du Hainaut, ducs de Bourgogne puis rois d'Espagne, sept grands baillis de Hainaut et douze chevaliers de l'ordre de la Toison d'or. Fiefs : - comtés de Lallaing - comtés de Hoogstraten - comtés de Renneberg - baron de Montigny - baron d'Escornaix - seigneur de Hantes - seigneur de Bugnicourt Armes : gueules à dix losanges d'argent.. Membres célèbres : (Branche de Bugnicourt) - Guillaume de Lalaing †1475, seigneur de Lalaing et de Bugnicourt, grand-bailli de Hainaut, stathouder de Hollande - Jacques de Lalaing (1421-1453), le bon chevalier, OTO (1451), héros du roman de chevalerie éponyme - Jean de Lalaing (†1498), Prévôt de Saint Lambert de Liège puis premier baron de Lalaing - Ponthus Ier de Lalaing, seigneur de Bugnicourt - Arthus de Lalaing, seigneur de Bugnicourt, sénéchal d'Ostrevant - Ponthus II de Lalaing, seigneur de Bugnicourt, gouverneur et capitaine général d'Artois, vainqueur de Thérouanne. (Branche de Montigny) - Simon VIII de Lalaing, (1405-1477) OTO (1431) seigneur de Montigny, Amiral de Flandre, chambellan de Philippe le Bon - Josse de Lalaing, (1437-1483), OTO (1478) seigneur de Montigny et d'Escornaix, rachète la baronnie de Lalaing, Amiral et Grand-Bailli de Flandre, gouverneur de l'archiduc Philippe, Stathouder de Hollande, Zélande et Frise - Charles Ier de Lalaing, (1466-1525), OTO (1505), premier comte de Lalaing conseiller et chambellan du duc de Bourgogne - Antoine Ier de Lalaing, (1480-1540), OTO (1515), premier comte de Hoogstraten, conseiller et chambellan du duc de Bourgogne, capitaine général et chef des finances de l'empereur Charles-Quint, stathouder de Hollande, Zélande et Utrecht (Seconde branche de Lalaing) - Charles II de Lalaing, (1506-1558) OTO (1531), 2e comte de Lalaing, premier baron d'Escornaix et de Montigny, chambellan et chef des finances de l'empereur Charles Quint Stathouder d'Utrecht, gouverneur de Luxembourg, grand-bailli de Hainaut. - Philippe-Christine de Lalaing, princesse d'Espinoy, défenseresse de Tournai (1581) - Philippe II de Lalaing, (1545-1582) 3e comte de Lalaing, Baron d'Escornaix, sénéchal de Flandre, grand bailli de Hainaut, capitaine général de la cavalerie et de l'artillerie des États généraux - Emmanuel-Philibert de Lalaing (1547-1590), OTO (1586), baron de Montigny, capitaine des gardes wallonnes, chef des Malcontents puis grand-bailli de Hainaut. - Marguerite de Lalaing (1574-1650), comtesse héritière de Lalaing, baronne d'Escornaix, comtesse de Berlaymont, fondatrice du Couvent des Dames de Berlaymont à Bruxelles. (Branche de Hoogstraten) - Philippe de Lalaing, (1510-1555) OTO (1546), 2e comte de Hoogstraten, gouverneur et capitaine général de Gueldre - Antoine II de Lalaing,(1533-1568), OTO (1559), 3e comte de Hoogstraten, conseiller au conseil d'État. - George de Lalaing, (†1581), Comte de Rennenberg, stathouder de Frise. (Branche de la Mouillerie) - Jacques de Lalaing, (1858-1917), peintre et sculpteur - Lalaing - Simon de Lalaing - Josse de Lalaing - Charles, comte de Lalaing - Antoine de Lalaing-Hoogstraten |
|        | Lannoy (Comté de Flandre) La Maison de Lannoy est une illustre famille de la noblesse belge, qui donna son nom à la ville de Lannoy, dans la Flandre actuellement française, entre Lille et Roubaix, dont ils furent seigneurs. Cette famille d'ancienne chevalerie du Comté de Flandre, dont la filiation prouvée remonte au XIIIe siècle, donna de grands guerriers, des hommes d'État et des chevaliers de la Toison d'or. Après la bataille de Pavie en 1525, le Roi de France, Francois Ier, ne voulut remettre son épée qu'au seul Charles de Lannoy, vice-roi de Naples. Jean II de Lannoy fut tué à la bataille d'Azincourt (1415) tandis que Baudouin Ier de Lannoy fut ambassadeur en Angleterre. En 1551, Anne d'Egmont, fille de Françoise de Lannoy, épouse Guillaume d'Orange, dit Guillaume le Taciturne, et c'est ainsi que Lannoy devint la possession de la Maison de Nassau. Armes : D'argent à trois lions de sinople, armés et lampassés de gueules, couronnés d'or. Supports : deux licornes d'argent accornées et crinées d'or. Cimier : une tête et col de licorne d'argent le crin et la barbe d'or. Devise : Vostre playsir Lannoy. Manteau de gueules, doublé d'hermine, sommé de la couronne de prince du Saint-Empire ; Membres célèbres : - Hugues de Lannoy (~1384-1456). - Gilbert de Lannoy (~1386-1462). - Baudouin Ier de Lannoy (1388-1474), d'où postérité, et notamment Philippe de La Noye (1602-1681), ancêtre de nombreuses personnalités Américaines, dont Ulysses S. Grant et Franklin Delano Roosevelt. - Jean III de Lannoy, seigneur de Lannoy (1410-1493). - Baudouin II de Lannoy, seigneur de Molembaix (~1436-1501). - Pierre de Lannoy, seigneur de Fresnoy[Lequel ?] (~1445-1510). - Philippe de Lannoy, vicomte de Sebourg (1460-1535). - Charles de Lannoy, seigneur de Senzeilles, 1er prince de Sulmona (1482-1527). - Philippe de Lannoy, seigneur de Molembaix (1487-1543). - Jean de Lannoy, seigneur de Molembaix (~1509-1560). - Philippe Charles II de Lannoy, 2e prince de Sulmona (1514-1553). - Baudouin III de Lannoy, seigneur de Molembaix et de Solre (1518-1559). - Charles III de Lannoy, 3e prince de Sulmona (1537-1568). - Horace de Lannoy, 4e prince de Sulmona (+1597). - Claude de Lannoy, comte de la Motterie (1578-1643). - Lannoy - Hugues de Lannoy-Santes - Gilbert de Lannoy-Santes - Pierre de Lannoy-Fresnoy - Baudouin de Lannoy-Solre - Baudouin de Lannoy-Molembais - Philippe de Lannoy-Molembaix - Jean de Lannoy-Solre - Baudouin de Lannoy-Tourcoing - Philippe de Lannoy-Sulmone - Charles de Lannoy-Sulmone |
|        | Ligne (comte de Hainaut) Une ancienne et illustre famille de la noblesse belge. Elle remonte au XIe siècle et doit son nom au village de Ligne, en Belgique, situé entre Ath et Tournai. Les seigneurs de Ligne font partie de l'entourage du comte de Hainaut lors des croisades. Ils connaissent ensuite l'ascension progressive dans la hiérarchie nobiliaire : barons au XIIe siècle, comtes de Fauquembergues et princes d'Épinoy au XVIe siècle. En 1547, Jean de Ligne (vers 1525-1568), baron de Barbençon, épouse Marguerite de La Mark, comtesse puis princesse (1576) d'Arenberg, et fonde ainsi la 3e maison d'Arenberg. Fiefs : - Baron puis comte de Ligne ; - Baron de Belœil (Belgique) ; - Comte de Fauquembergues ; - Vicomte de Leyden ; - Prince de Mortagne (1513) ; - Prince d'Épinoy (1592 et 1923) ; - Marquis de Roubaix ; - Baron d'Antoing, de Cysoing, de Werchin et de Wassenaar ; - Prince de Ligne et du Saint-Empire (1601 et 1602) ; - Prince d'Amblise (1608 et 1923) - Prince de Ligne et Grand d'Espagne (1643) - Prince de Ligne en Pologne[Lequel ?] (république des Deux Nations : 1780) - 3e Maison d'Arenberg, issue de Jean de Ligne : - Prince d'Arenberg et du Saint-Empire (1576) ; - Duc d'Aerschot et de Croÿ et grand d'Espagne (1612) ; - Duc d'Arenberg (1644) ; - Prince d'Arenberg (Belgique : 1953). Armes : D'or à la bande de gueules. - Ligne - Ligne-Barbençon - Ligne-Arenberg - Ligne-Arenberg Membres : - Michel III (+1468), baron de Ligne et de Barbençon - Antoine Ier Le Grand Diable (1472-1535), baron de Ligne et de Belœil - Jacques (vers 1552), comte de Ligne, prince de Fauquemberg, prince de Mortagne, baron de Belœil (Belgique) - Philippe (1533–1583), 2e comte de Ligne et de Fauquemberg, baron de Wassenaar et de Bailleul, vicomte de Leyden, seigneur de Montreuil, d'Ollignies, d'Estaimburget, de l'Estrun et de Maulde-sur-Escaut - Lamoral Ier, comte puis premier prince de Ligne (1563-1624). |
|        | Luxembourg et Limbourg Une branche cadette de la même maison des comtes et ducs de Luxembourg, Empereurs romain germanique, et rois de Bohême et rois de Hongrie et Margrave de Brandebourg Fiefs : - comte de Ligny - seigneur d'Ailly-sur-Noye - seigneur d'Hautbourdin - seigneur de Richebourg - seigneur de Ruminghem - seigneur de Sainghin - vicomte de Lannoy - comte de Gavere (1518) - seigneur de Fiennes - seigneur d'Armentières - seigneur de Sottenghien - seigneur d'Arckenghien - seigneur d'Auxi-le-Château - comte de Saint-Pol Armes : D'argent au lion de gueules, la queue fourchée et passée en sautoir, armé, lampassé et couronné d'or. et Écartelé : aux 1 et 4, de Luxembourg ; aux 2 et 3, de gueules, à une étoile de seize rais d'argent (des Baux). - Armes portées ensuite par son fils, né de Marguerite de Bruges, dame d'Auxy, Jacques III - Luxembourg - Jean II de Luxembourg-Ligny - Jacques de Luxembourg-Ligny - Jean de Luxembourg-Hauboudin - Luxembourg-Fiennes |

## M
|                              | Marck, van den/de la (Liège) La maison de La Marck est une branche de la maison de Berg. Son origine remonte à Évrard Ier d'Altena (mort en 1180), fils aîné d'Adolphe II de Berg (mort en 1160), qui reçut de son père en apanage le comté d'Altena. Ses descendants agrandirent ce comté vers le nord et son petit-fils Adolphe Ier (mort en 1249) prit le titre de comte de La Marck. En 1368, Adolphe III de La Marck (mort en 1394) acquiert le comté de Clèves. Après cette acquisition, la famille est parfois appelée seconde maison de Clèves. Jean III de Clèves (1490-1539) acquiert les duchés de Juliers et de Berg en 1511. Cette branche cadette de la famille est issue d'Évrard Ier de La Marck-Aremberg (mort en 1387), fils d'Engelbert II (mort en 1328) et frère d'Adolphe II (mort en 1347) qui hérita de sa mère la seigneurie d'Aremberg. Après la mort de Robert III de La Marck-Aremberg (1541), le nom d'Aremberg fut relevé, à la suite du mariage de sa sœur Marguerite avec Jean de Ligne, par la maison de Ligne. Cette branche acquerra le duché de Bouillon et la seigneurie de Sedan et donnera deux maréchaux à la France : Robert III de La Marck (mort en 1536) et Robert IV de La Marck (1512-1556). À la mort de Charlotte de La Marck (1574-1594), la principauté de Sedan et le titre de duc de Bouillon passera à la maison de La Tour d'Auvergne. Cette branche s'éteindra en 1820, avec la mort de Louise-Marguerite de La Marck (1730-1820). Fiefs : - Comté de La Marck - Comté d'Altena - Comté et Duché de Clèves - Duché de Bouillon - Principauté de Sedan - Seigneurie d'Aremberg Membres : - Guillaume de La Marck le sanglier des Ardennes, († 1485), seigneur de Lumain et de Schleiden - Guillaume II de La Marck, 1542-1578, seigneur de Lumey, l’amiral des gueux de mer. Armes: d'or à la fasce échiqueté d'argent et de gueules de trois tires, ( pour le branche cadet: avec au lion issant ) - La Mark-Lummen - La Mark-Seigneurs de Sedan - Evrard de La Mark, évêque de Liège . |
|                              | Marnix (Franche-Comté) Une famille noble de Savoie et de Franche-Comté. Fiefs : - baron de Sainte-Aldegonde - seigneur de West-Souburg - seigneur de Noircarmes Membres : - Philippe de Marnix de Sainte-Aldegonde, (1538 ou 1540 +1598), est à la fois homme d'État, militaire, poète, polémiste, théologien et pédagogue de Pays-Bas. Assistant / représentant de Guillaume d'Orange. L'auteur probable du texte de l'hymne national néerlandais le Wilhelmus. - Philippe de Sainte-Aldegonde, seigneur de Noircarmes, (1530 +1574), est un homme d'État et un chef militaire des Pays-Bas habsbourgeois au service de Charles Quint puis de Philippe II d'Espagne. Armes : D'azur à la bande d'argent, accostée de deux étoiles d'or. Cimier, une licorne issante d'argent, la corne & le crin d'or. |
|                              | Maison de Melun (Flandre & Hainaut) Une branche cadette de l'ancienne maison d'Île-de-France. Hugues de Melun, Ier du nom, fils du vicomte Jean Ier, et d'Isabelle (vers 1300 † 6 décembre 1354), dame d'Antoing, d'Épinoy, de Zottegem, châtelaine de Gand, sa seconde femme, fut apanagé des biens de sa mère, et forma la branche des comtes et princes d'Épinoy, châtelains de Gand, marquis de Roubaix et de Richebourg, comtes de Saint-Pol, etc., connétables héréditaires de Flandre, et sénéchaux héréditaires de Hainaut. Cette branche a donné quatre chevaliers de l'l'ordre de la Toison d'or, et un chevalier de l' Fiefs: - Vicomtes de Melun ; - Seigneurs de Montreuil-Bellay ; - Seigneurs puis comtes de Tancarville, chambellans et connétables héréditaires de Normandie (fonctions héréditaires attachées à « l'honneur de Tancarville ») ; - Barons de Varenguebec ; - Seigneurs et barons d'Antoing, comtes et princes d'Épinoy, marquis de Roubaix, connétables héréditaires de Flandre, et sénéchaux héréditaires de Hainaut, - Pour les cadets de cette branche : marquis, comtes et vicomtes de Melun-Épinoy, de Richebourg, Grands d'Espagne de 1re classe, vicomtes de Gand, - Ducs de Joyeuse et pairs de France ; - Seigneurs de La Borde-le-Vicomte, barons des Landes, et de Normanville, seigneurs de la vicomté de Melun, et de Bouron, seigneurs d'Esgligny-sur-Seine, alias La Motte-Saint-Florentin, « dite La Borde », de La Louptière, comtes de Melun-Buignon ; - Seigneurs de Brumetz, vicomtes de Melun, marquis de Melun-Maupertuis, seigneurs de Dannemois, de Courtery, sires de La Loup(p)e et de Marcheville… - …en Gâtinais, Normandie, Flandre, Artois, Champagne, Valois, Brie, et au Perche. Fonctions héréditaires : - Premier pair et connétable héréditaire de Flandre ;. - Sénéchal de Hainaut ; - Prévôt[Lequel ?] héréditaire de Douai. Membres : 1. Jean IV de Melun († 15 février 1484), fils aîné de Hugues Ier, seigneur d'Antoing et d'Épinoy, vicomte de Gand, seigneur de Rosny, de Beaussart et de Sottegem, conseiller et chambellan du duc de Bourgogne, gouverneur de Douai, chevalier de la Toison d'or (1432) : son petit-fils, François de Melun (vers 1462 † après 1521), fut évêque d'Arras (1509-1512), puis de Thérouanne (1513-1521) ; 2. François de Melun († 1547), comte d'Épinoy, baron d'Antoing et de Boubers, chambellan de Charles Quint, chevalier du même ordre en 1516 ; 3. Robert de Melun, 1er marquis de Roubaix (mars 1579), seigneur de Richebourg et de Caumont, général de la cavalerie de Philippe II, roi d'Espagne, et gouverneur de l'Artois, tué au siège d'Anvers en 1585 ; 4. Guillaume III de Melun (8 mars 1588 † 8 septembre 1635 - Saint-Quentin), prince d'Épinoy et du Saint Empire, marquis de Richebourg et de Roubaix, vicomte de Gand et de Beaussart, connétable et sénéchal de Flandres, grand bailli du Hainaut ; 5. Alexandre Guillaume de Melun († 16 février 1679 - Château d'Antoing), prince d'Épinoy (fils de Guillaume), créé chevalier du Saint-Esprit le 31 décembre 1661, décédé en 1679, père de : 6. Louis Ier de Melun, prince d'Épinoy, maréchal des camps et armées du roi, dont le fils, 7. Louis II de Melun, prince d'Épinoy, créé, en 1714, duc de Joyeuse, pair de France, mourut sans enfants, à Chantilly, le 31 juillet 1714, d'une blessure qu'un cerf lui avait faite à la chasse. Les circonstances de sa mort sont rapportées dans la lettre suivante de Voltaire à Mme la présidente de Bernières (Mme la marquise Maignart de Bernières épouse du président de la Chambre des comptes de Paris en 1718) : Armes : D'azur aux neuf besants d'or et au chef du même., . |
| Merode ancien Merode moderne | Maison de Merode (Brabant) et (Liège) La famille doit son nom à la localité allemande de Merode, un village de la commune de Langerwehe, située en Rhénanie-du-Nord-Westphalie, non loin des frontières néerlandaise et belge, qui possède un château. Dès le XIVe siècle, une branche de la famille Merode a acquis le pouvoir et les possessions dans le Duché de Brabant et le Prince-évêché de Liège, sur le territoire de la Belgique actuelle. Fiefs: - Les membres de la maison de Merode ont porté le titre de comte depuis le XVe siècle ; une branche portait déjà le titre de baron de Merode et du Saint-Empire au milieu du XVe siècle, puis fut titrée prince en 1759. - La famille de Merode a également porté le titre de marquis de Deinze. - Philippe, comte de Merode (1594-1638), fut le premier marquis de Westerlo. - La branche aînée, de Scheiffart de Merode, s'est éteinte en 1733. - La maison de Merode porte les titres suivants : - Prince de Rubempré, dans le Saint-Empire (1759) - Prince de Rubempré, dans le Royaume de Belgique (1846) - Prince d'Everberghe, dans le Saint-Empire (1759) - Prince d'Everberghe, dans le Royaume des Pays-Bas (1827) - Prince de Grimberghe, dans le Royaume de Belgique (1842) - Prince de Merode, dans le Royaume de Belgique (1929) Membres : - Jean II de Merode a occupé le poste de Lord Chamberlain de Philippe le Beau - Philippe, comte de Merode (1594-1638), le premier marquis de Westerlo (1626) - Jean-Philippe-Eugène de Merode-Westerloo, 5e marquis de Westerloo, (1674-1732), est un militaire belge, maréchal de l'Empire romain germanique. Armes : Merode ancien : D'or, à quatre pals de gueules. Merode moderne : D'or à quatre pals de gueule, à la bordure engrelée d'azur. |
|                              | Maison de Montmorency (Flandre) La branche ainée de la Maison de Montmorency, déshéritée en France. De la branche installée en Flandre par Jean de Montmorency-Nevele est issu le comte de Hornes, initiateur de l'indépendance des Pays-Bas, décapité en 1568 à Bruxelles avec le Lamoral (comte d'Egmont). Fiefs : - comte de Hornes - baron d'Altena - seigneur de Hachicourt, de Wimy, de Farbus, du Bosquet, d'Escarpel, de Sauchy-le-Caucher - baron de Montigny - seigneur d'Hubermont et de Wimy, gouverneur - grand-bailli de Tournai et du Tournaisis, Armes : D'or à la croix de gueules cantonnée de seize alérions d'azur ordonnés 2 et 2, sur le tout écartelé aux I et IV d'or au 3 cors de gueules virolés et enguichés d'argent (Hornes), les II et III contre-écartelé : aux I et IV du contre-écartelé d'or à la fasce de sable (Moers) et aux II et III du contre-écartelé de sable à l'aigle bicéphale éployée d'argent (Saarwerden). - Armes portées ensuite par : - Philippe II de Montmorency-Nivelle (°1524 † 1568), comte de Hornes, baron d'Altena, seigneur de Hachicourt, de Wimy, de Farbus, du Bosquet, d'Escarpel, de Sauchy-le-Caucher, Amiral de Pays-Bas, chevalier de la Toison d'or (1555, brevet no 224), neveu du précédent, fils du premier mariage de Joseph de Montmorency avec Jeanne d'Egmont Armes: Écartelé de Montmorency et d'Egmont. - Armes portées ensuite par : - Floris de Montmorency (1528 † 1567), baron de Montigny, seigneur d'Hubermont et de Wimy, gouverneur et grand-bailli de Tournai et du Tournaisis, frère cadet du précédent, chevalier de la Toison d'or (1559, brevet no 238) - Philippe de Montmorency, comte de Hornes - Jean de Montmorency-Courrières - Philippe de Montmorency-Hachicourt - Floris de Montmorency-Montigny |

## N
| Figure | Nom de la maison et blasonnement |
|        | Nassau (Brabant) Un des premiers maisons nobles des Pays-Bas et l'une des maisons princières de l'Allemagne. Le centre des possessions Nassau aux Pays-Bas étaient autour de Bréda. La première de cette ligne de s'établir aux Pays-Bas était Jean Ier de Nassau-Dillenbourg qui a épousé Marguerite de La Marck (†1409), (fille de Adolphe comte de La Marck), (Maison de Clèves). Le véritable fondateur de la fortune de l'Nassau aux Pays-Bas était son fils, Englebert Ier de Nassau-Dillenbourg. Il est devenu conseiller à la bourguignonne ducs de Brabant, d'abord à Anton de Bourgogne, et plus tard de son fils Jan IV de Brabant. Il servirait plus tard Philippe le Bon. Il a épousé en 1403 le Néerlandais noble Johanna van Polanen et ainsi hérité des terres aux Pays-Bas, avec la baronnie de Breda comme le noyau des possessions néerlandaises et la fortune de la. Guillaume Ier d'Orange-Nassau dit également Guillaume le Taciturne (Willem de Zwijger) est à l'origine membre de l'entourage de Charles Quint et fidèle partisan des Habsbourg, Guillaume d'Orange est surtout connu pour avoir été l'initiateur et le chef de la révolte des Pays-Bas espagnols contre le roi d'Espagne Philippe II, fils de Charles Quint. Cette révolte entraîna une volonté d'émancipation des États-Généraux (gouvernement) qui conduisit à l'indépendance des Pays-Bas du nord, Provinces-Unies, alors que les Pays-Bas du Sud, la Belgica Regia, retombaient sous la domination espagnole après la guerre de Quatre-Vingts Ans. Les avis sur le Prince sont partagés, mais, considéré par l'historien Jan Romein comme le « fondateur de la civilisation néerlandaise », honoré du titre de « vader des vaderlands » (« père de la patrie »), et inscrit au canon historique des Pays-Bas, il est l'un des personnages clefs de la création de la nation néerlandaise, bien qu'il ait en fait espéré libérer la totalité des Pays-Bas, Belgique comprise, du joug de l'Espagne. À l'époque, on appelle parfois ces territoires Belgica Foederata pour le nord et Belgica Regia pour le sud, ou encore la Généralité que l'empereur Germanique et roi d'Espagne Charles Quint, héritier des ducs de Bourgogne, avait constituée en un tout indissociable par la Pragmatique Sanction. À suivre avec la Maison d'Orange-Nassau, stathouder de Hollande et de Zélande etc., captain-general des armies de Provinces-Unies, et souveraine des Pays-Bas jusqu'à ce jour avec le roi Willem-Alexander des Pays-Bas. Aussi une roi d'Angleterre, Écosse, et Irland, Guillaume III. Souverains : - Prince d'Orange Fiefs : - Marquis de Veere et Flessingue (après 1582) - Comte de Nassau-Dillenburg - Comte de Buren - Comte de Leerdam - Comte de Katzenelnbogen - Comte de Vianden - Vicomte de Anvers - Baron de Aggeris, Bréda, Cranendonck, Pays de Cuijk, Daesburg, Eindhoven, Grave, De Lek, IJsselstein, Diest, Grimbergen, Herstal, Warneton, Beilstein, Bentheim-Lingen, Moers, Arlay et Nozeroy; - Seigneur de Dasburg, Mont-Sainte-Gertrude, Hooge en Lage Zwaluwe, Klundert, Montfort, Naaldwijk, Niervaart, Polanen, Steenbergen, Sint-Maartensdijk, Willemstad, Butgenbach, Saint-Vith et Besançon. Armes : Ecartelé : I d'azur, semé de billettes, au lion d'or, armé et lampassé de gueules, brochant sur le tout (Maison de Nassau) ; II, d'or, au léopard lionné de gueules, armé, couronné et lampassé d'azur (Katzenelnbogen) ; III, de gueules à la fasce d'argent (Vianden) ; IV, de gueules à deux lions passant l'un sur l'autre ; sur-le-tout écartelé, aux I et IV de gueules, à la bande d'or (Châlon[Lequel ?]), et aux II et III d'or, au cor de chasse d'azur, virolé et lié de gueules (Orange) ; à l'écusson brochant sur le tout de cinq points d'or équipolés à quatre d'azur (Genève) et après 1582: le même avec l'addition un écusson de sable à la fasce d'argent brochant en chef ; un écusson de gueules à la fasce bretessée et contre-bretessée d'argent brochant en pointe. Membres célèbres : - Englebert Ier de Nassau-Dillenbourg (1380 +1442) - Jean IV de Nassau-Dillenbourg (1410 +1475) - Engelbert II de Nassau dit le Valeureux (1451 †1504) - Jean V de Nassau-Dillenbourg (1455 +1516) - Henri III de Nassau-Breda (1483 +1538) - René de Chalon(1519 +1544) - Guillaume Ier d'Orange-Nassau dit le Taciturne (1533 +1584) assassiné par un agent d'Espagne - Jean VI de Nassau-Dillenbourg dit le ancien (1535 +1606) - Louis de Nassau (1538 +1574) mort au combat contre l'Espagne - Adolphe de Nassau-Dillenbourg (1540 +1568) mort au combat contre l'Espagne - Henri de Nassau-Dillenbourg (1550 +1574) mort au combat contre l'Espagne - Nassau - Nassau-Bréda - René de Nassau-Orange - Guillaume d'Orange - Guillaume d'Orange (Marquis de Veere) - Guillaume d'Orange (comte de Meurs) |

## O
| Figure | Nom de la maison et blasonnement |

## P
| Figure | Nom de la maison et blasonnement |
|        | de Pardieu (Comté d'Artois) La famille de Pardieu est une ancienne famille de la noblesse française originaire d'Avremesnil en pays de Caux, en Normandie. Fiefs : - Seigneur d'Assigny - Seigneur de la Motte en Senghen - Seigneur de Sandouville et Onveville Membres : - David de Pardieu, seigneur d'Assigny (Seine-Maritime) et de la Pierre, capitaine et gouverneur du comté d'Eu, fils de Jean et de Guillemette Roussel, épouse Marie de Vaudricourt en 1456. De ce mariage, naquirent deux filles : Perrine (ou Peronne) de Pardieu, mariée le 23 juin 1521 avec Jehan de Mailloc (calendrier julien pour ces deux dates) et Marie de Pardieu mariée avec François de Cœurver, chevalier, seigneur du Manoir Denier, dont Catherine de Cœurver mariée avec Étienne de Mercastel †1549/1551. La famille de Mercastel est alliée à la famille de Pardieu par alliance à la cinquième génération descendante de David de Pardieu. - Gillette de Pardieu épouse Jean de Sandouville, écuyer et seigneur de Sandouville et Onveville (voir familles de Houdetot et Boubers). - Jean I de Pardieu, seigneur de la Motte en Senghen, épouse Adrienne du Chastelet. Il achète la terre de Colomby à l'écuyer Jean du Chastelet. - Valentin de Pardieu, seigneur de la Motte, comte de Everbeck (après 1588), (né en 1520 ou 1521, à Saint-Omer), fils de Jean II de Pardieu et de Anne du Prez (ou Pret ou Duprey ). Il a épousé Françoise de Noyelles. En 1578, il participe à la bataille de Gembloux. Lieutenant général d'artillerie, il a permis à Philippe II d'Espagne de reprendre en main la partie sud du pays, entérinant la séparation entre ce qu'on appelle aujourd'hui la Belgique et les Pays-Bas. Armes : d'or au chevron d'azur accompagné de 3 molettes de gueules - cimier : une tête et col de cygne d'argent becqueté d'or. |
|        | Perrenot de Granvelle (Franche-Comté/comté de Bourgogne) La famille Perrenot est issue du milieu rural du XVe siècle de la vallée de la Loue en Franche-Comté. Elle achète son affranchissement et s’installe à Ornans en tant qu’artisans. Nicolas Perrenot de Granvelle est le fils de Pierre Perrenot, notaire d'Ornans, et d'Etiennette Philibert, issue de la noblesse locale. Son père l'envoie à l’université de Dole (alors capitale du comté de Bourgogne) pour suivre des études d'avocat. Nicolas Perrenot de Granvelle (1486-1550) fut au XVIe siècle garde des Sceaux, premier conseiller et homme de confiance franc-comtois de l'empereur Charles Quint, suzerain de la ville impériale de Besançon et comte de Bourgogne. Il est le père du cardinal et homme politique Antoine Perrenot de Granvelle et le bâtisseur du Palais Granvelle à Besançon. Fiefs : - Comte de La Baume Saint Amour - Seigneur de Champagney - Seigneur de Châteaufort et de Corcelles Membres : - Nicolas Perrenot de Granvelle, (1486-1550), garde des Sceaux, premier conseiller et homme de confiance franc-comtois de l'empereur Charles Quint, suzerain de la ville impériale de Besançon et comte de Bourgogne - Antoine Perrenot de Granvelle, 1517-1586, le cardinal de Granvelle, Comte de La Baume Saint Amour, fut évêque d'Arras, archevêque de Malines puis cardinal, diplomate, conseiller d'État de l'empereur germanique Charles Quint, puis de son fils, le roi Philippe II d'Espagne, dont il fut le seul Comtois auquel il accorda sa confiance. Il fut en outre conseiller de Marguerite de Parme, Premier ministre des Pays-Bas espagnols (du Cercle de Bourgogne), vice-roi de Naples et président du conseil suprême d'Italie et de Castille. - Frédéric, (1536 - 1600), seigneur de Champagney en succession de son frère Jérôme, gouverneur d'Anvers et conseiller au Conseil d'État pour le roi Philippe II d'Espagne, marié à Constance de Berchem. Banni des Pays-Bas. - Nicolas Perrenot[réf. nécessaire] - Antoine Perrenot Armes : D'argent aux trois bandes de sable, au chef d'Empire |
|        | de Praet (Comté de Flandre) Fiefs : - Seigneur de Praet Membres : - Louis de Flandre (Bruges, 1488 - Bruges, 7 octobre 1555) est un diplomate et un homme d'État au service de Charles Quint. Il est issu d'une double filiation illégitime, par son père des comtes de Flandres (un fils bâtard de Louis II de Flandre dit "de Male"), et par sa mère de Philippe le Bon. Armes : d'or, au lion de sable, armé et lampassé de gueules, chargé d'une billette d'argent sur l'épaule. |

## R
| Figure | Nom de la maison et blasonnement |

## S
| Figure | Nom de la maison et blasonnement |
|        | Schetz (Duché de Brabant) Fiefs : - Baron et comté de Grobbendonk, - seigneur de Tilburg en Goirle, Pulle en Pulderbos, en Wezemaal. Membres : - Caspar Schetz, seigneur et Baron de Grobbendonk, - Anthonie Schetz, Baron et comté de Grobbendonk, seigneur de Tilburg en Goirle, Pulle en Pulderbos, en Wezemaal. gouverneur de l'Espagne à Bois-le-Duc |

## T
| Figure | Nom de la maison et blasonnement |
|        | Trazegnies (Hainaut) Beaucoup de grandes maisons féodales d'ancienne chevalerie telles les Ligne, les Arenberg, les Lannoy, les Croÿ, les Lalaing, sont originaires du Hainaut en Belgique. Fiefs : - barony de Trazegnies Membres : - Gilles Ier de Trazegnies († 1161) et son frère Anselme - Othon II de Trazegnies († 1192) - Gilles II de Trazegnies († 1204) - Othon III de Trazegnies († 1241) - Gilles de Trazegnies dit le Brun († 1276) - Anselme Ier de Trazegnies († 1418) - Arnould de Hamal († 1456) - Anselme II de Trazegnies († 1490) - Jean II de Trazegnies († 1513) - Charles Ier de Trazegnies († 1578) - Charles II de Trazegnies († 1635) - Gillion-Othon Ier de Trazegnies († 1669) - Octave-Joseph de Trazegnies († 1698) - Philippe-Ignace de Trazegnies († 1739) - Eugène-Gillion de Trazegnies († 1803) Armes : Bandé d'azur et d'or à l'ombre d'un lion brochant sur le tout, à la bordure engrêlée de gueules |

## V
| Figure | Nom de la maison et blasonnement |
|        | Vergy (comté de Bourgogne) La Maison de Vergy est une des plus anciennes maisons nobles françaises, connue depuis le IXe siècle. Certains historiens la font remonter jusqu'au VIIe). La origine est Vergy près de Beaune, en Bourgogne. Avec les autres possessions bourguignonnes, Vergy sera intégré au domaine royal en 1477, à la mort de Charles le Téméraire. Le château est aussitôt cédé à Guillaume IV de Vergy-Autrey par Louis XI. En 1609, à la suite de la participation du duc de Mayenne, gouverneur de la Bourgogne, à la Ligue de 1589, Henri IV fait entièrement raser le château. Fiefs : - comté de Chalon, de Mâcon, d'Auvergne, de Dammartin, - sénéchal, Grand chambellan et gouverneur du comté de Bourgogne Armes : de gueules à trois quintefeuilles d'or Membres : - Jeanne de Vergy - Gabrielle de Vergy, dame de Fayel. Elle est, selon la légende, l'amante de Raoul de Coucy. Celui-ci, avant de mourir en Terre sainte, chargea son écuyer de porter, après sa mort, son cœur à la dame qu'il aimait. L'écuyer fut surpris par l'époux au moment où il s'acquittait de sa mission. Pour se venger, il prit le cœur et le fit manger à sa femme, qui, instruite trop tard de son malheur, jura de ne plus prendre de nourriture et se laissa mourir de faim. Cette aventure a fourni à Pierre Laurent de Belloy le sujet de sa tragédie Gabrielle de Vergy. - Jean III de Vergy, (-1418), sénéchal maréchal et gouverneur du comté de Bourgogne - Antoine de Vergy (1375-1439), comte de Dammartin, chambellan du Roi, maréchal de France, chevalier de la Toison d’Or - Antoine de Vergy, comte de Dammartin |

## W
| Figure | Nom de la maison et blasonnement |
|        | Van Wassenaer (Comté de Hollande) Selon la légende de famille, le nom ne peut être prise à partir du croissant de lune (wassende) sur les armoiries de la famille, emprunté à une bannière arabe qu'un membre de la famille van Wassenaer obtenu lors d'une croisade. Les terres de la Maison des Wassenaer comprennent, entre autres, la ville de Wassenaar et le Kasteel Duivenvoorde près de Voorschoten. Selon certaines archives de la famille, de Wassenaar signifie Wasser Herren, Mer Lords / Kings, qui est un titre immémoriaux traditionnelle que les Romains envahissent (sous Caligula) reconnus alors qu'ils étaient destitution de la famille de leur position aussi immémoriaux des Rois de Batavia (poste repris 400 ans plus tard, pendant quatre siècles, etc) le croissant a été nommé "Wassenaar" après le nom de famille, et semble correspondre à l'époque des croisades sud tandis que d'autres frères ont pris les armes des Croisades du Nord à la mer Baltique (Anker la croix de Hermann adoptée par les Paets / Paats). La branche initiale de la famille van Wassenaar est également apparue sous le nom Duivenvoorde, d'après le château que la famille possédait pendant une grande partie de la fin du Moyen Âge. Le premier ancêtre est un chevalier Philippe de Wassenaer (nl) (aussi nommé Philippus de Wasnare), qui a vécu au début du XIIIe siècle. Son pouvoir s'étendait alors autour du château Duivenvoorde, de celui de Château de Twickel (nl) près de Delden et les dépendances de Wassenaar. Fiefs : - Baron de Bréda - seigneurie de Polanen (anciennement d'Houtrijk et Polanen) et De Lek (y compris la partie ouest du Krimpenerwaard, avec les villages de Krimpen aan de Lek, Krimpen aan den IJssel, Lekkerkerk et Ouderkerk aan den IJssel) Membres : - Thierry van Wassenaer (nl) (vers 1325-1391) seigneur de Wassenaar et burgrave de Leyde - Philippe van Wassenaer (nl) (vers 1359-1428) burgrave de Leyde - Johanna van Polanen(1392-1445), marié Englebert Ier de Nassau-Dillenbourg - Jacob van Wassenaer Obdam (1610-1665) amiral de la flotte de la république hollandaise au XVIIe siècle - Unico Wilhelm van Wassenaer (1692-1766) diplomate et compositeur du XVIIIe siècle, comte d'Empire. |

- Arnaud Bunel :
  - Maison de Montmorency sur heraldique-européenne